# Містер Фудзі
Гаррі Масайоші Фудзівара (4 травня 1934 р. — 28 серпня 2016 р.) — американський професійний реслер і менеджер, відомий під своїм професійним псевдонімом Містер Фудзі (англ. Mr. Fuji) (або Майстер Фудзі для своїх протеже). Він був відомий тим, що часто кидав сіль в очі улюбленим фанатами реслерам. Серед відомих реслерів та команд, якими він керував — Дон Мурако, Йокодзуна та Руйнація.